# احمد علی (بازیکن فوتبال، زاده ۱۹۸۸)
احمد علی (انگلیسی: Ahmed Ali؛ زادهٔ ۸ اوت ۱۹۸۸) یک بازیکن فوتبال اهل مصر است.

## باشگاهی
از باشگاه‌هایی که در آن بازی کرده‌است می‌توان به باشگاه ورزشی الاهلی مصر اشاره کرد.